# Har Godrim
Har Godrim (hebrejsky: הר גודרים, doslova Hora plotů) je hora o nadmořské výšce 762 metrů na hranici mezi Izraelem a Libanonem, v Horní Galileji.
Nachází se nedaleko hranice mezi Izraelem a Libanonem, necelé 2 kilometry jihozápadně od vesnice Dovev. Má podobu převážně zalesněného návrší, které je na jihovýchodě ohraničeno údolím vádí Nachal Godrim. To pak ústí do vádí Nachal Dovev, jež tvoří východní hranici hory. Na západní straně terén hory klesá do údolí Nachal Co'ar, do kterého z úbočí hory vytéká pramen Ejn Godrim (עין גודרים). Jméno hory je prý odvozeno od plotů z ostnatého drátu, které na hranici mezi Izraelem a Libanonem vznikly po první arabsko-izraelské válce v roce 1948-1949. Zvlněná a hustě zalesněná krajina podobného typu jako okolo Har Godrim pokračuje i jižním (vrch Har Sasa) nebo jihozápadním směrem (hora Har Adir).